# Hi ha més d'una manera de fer-ho
Hi ha més d'una manera de fer-ho (There's more than one way to do it en anglès original, TMTOWTDI o TIMTOWTDI, pronunciat Tim Toady) és un lema de programació en Perl; de fet, el llenguatge va ser dissenyat amb aquesta idea al cap, partint de la premissa que «no cal dir al programador com ha de programar». Els defensors d'aquest lema argumenten que aquesta filosofia permet escriure codi concís com aquest
```
print
 
if
 
1
..
3
 
or
 
/match/

```

o de la forma més tradicional
```
if
 
(
1
..
3
 
or
 
/match/
)
 
{
 
print
 
}

```

o, fins i tot, de la forma més enrevessada
```
use
 
English
;

if
 
(
$INPUT_LINE_NUMBER
 
>=
 
1
 
and
 
$INPUT_LINE_NUMBER
 
<=
 
3
 
or
 
$ARG
 
=~
 
m/match/
)
 
{

 
print
 
$ARG
;

}

```

Aquest lema ha estat molt debatut a la comunitat de Perl, i finalment s'ha concretat en una reescriptura de la frase: Hi ha més d'una manera de fer-ho, però a vegades la consistència tampoc és dolenta (en anglès There’s more than one way to do it, but sometimes consistency is not a bad thing either; TIMTOWTDIBSCINABTE, pronunciat Tim Toady Bicarbonate).
Aquest lema contrasta amb una afirmació del Zen de Python que diu: «hi hauria d'haver-hi una —i preferiblement només una— manera òbvia de fer-ho.»